# Ocyptamus crassus
Ocyptamus crassus är en tvåvingeart som först beskrevs av Walker 1852.  Ocyptamus crassus ingår i släktet Ocyptamus och familjen blomflugor. Inga underarter finns listade i Catalogue of Life.